# شهرستان شالینسکی (استان سوردلوفسک)
شهرستان شالینسکی (به لاتین: Shalinsky District) یک شهرستان در روسیه است که در استان سوردلوفسک واقع شده‌است.